# Ambia iambesalis
Ambia iambesalis là một loài bướm đêm trong họ Crambidae.